# Koprowa Przełęcz
Koprowa Przełęcz (słow. Kôprovské sedlo) – przełęcz w bocznej grani słowackich Tatr Wysokich, łączącej Koprowy Wierch (Kôprovský štít, 2366 m n.p.m.) z Hlińską Turnią (Hlinská veža, 2341 m).
Nazwa używana jest dla całego obniżenia pomiędzy tymi szczytami, w którym wyróżniają się (w kolejności od Koprowego Wierchu):
- Wyżnia Koprowa Przełęcz (Vyšné Kôprovské sedlo) – położone na wysokości 2148 m n.p.m.[1] (według wcześniejszych pomiarów 2180 m), trawiaste obniżenie, przez które przebiega szlak turystyczny łączący Dolinę Hlińską z Hińczową,
- Koprowe Czuby (Kôprovský chrbát) – trzy wzniesienia o wysokościach kolejno: 2146 m, 2128 m i 2120 m[1],
- Niżnia Koprowa Przełęcz (Nižné Kôprovské sedlo) – najniższe obniżenie (2094 m[1], według niektórych wcześniejszych pomiarów 2120 m) w postaci wyraźnie zarysowanego siodła, wznoszące się nad kotłem Małego Hińczowego Stawu, pomiędzy Małą Koprową Turnią i Koprowymi Czubami.

Najstarsze informacje dotyczące przejścia przez Koprową Przełęcz pochodzą z sierpnia 1861 roku (wycieczka, w której uczestniczyli: Józef Stolarczyk, Edward Homolacs, Stanisław Homolacs, Władysław Koziebrodzki, Ernest Schauer, Stanisław Wodzicki, Samek, Krzeptowscy, Maciej Sieczka, Jędrzej Wala starszy). Nie wiadomo tylko, w którym miejscu została przekroczona grań (przez Wyżnią czy Niżnią Koprową Przełęcz).
Nazwa Koprowej Przełęczy oraz pobliskich szczytów wywodzi się od położonej poniżej grani Doliny Koprowej. Ostatnio przyjęto Wyżnią Koprową Przełęcz określać po prostu nazwą Koprowej Przełęczy.

## Szlaki turystyczne
– niebieski szlak od schroniska przy Popradzkim Stawie przez Dolinę Mięguszowiecką i Hińczową, Wyżnią Koprową Przełęcz, Dolinę Hlińską i Dolinę Koprową do parkingu Trzy Źródła (Tri studničky) przy Tatrzańskiej Drodze Młodości w miejscowości Podbańska.
- Czas przejścia od Schroniska przy Popradzkim Stawie na Koprową Przełęcz: 2:15 h, ↓ 1:40 h
- Czas przejścia z Koprowej Przełęczy do Trzech Źródeł: 4:30 h, ↑ 5:15 h

  – czerwony szlak z przełęczy na Koprowy Wierch. Czas przejścia: 30 min, ↓ 20 min

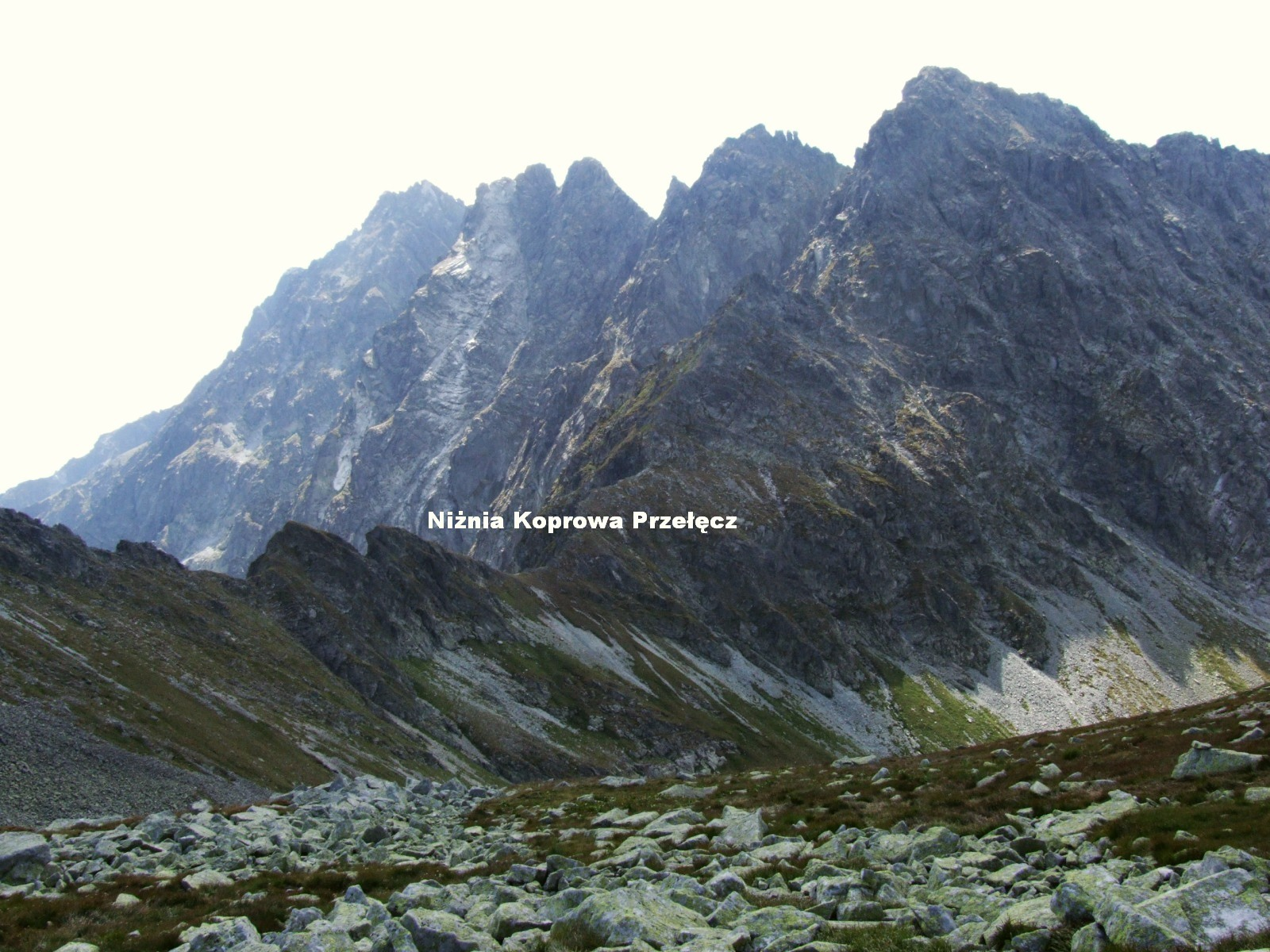
Niżnia Koprowa Przełęcz. Widok z Koprowego Szczytu